# Салува
 Салува (хинди सुलुव राजवंश) — вторая правящая династия Виджаянагарской империи в 1485—1505 годах.

## История
Династия была салувами, которые по исторической традиции были уроженцами региона Кальяни в штата Северная Карнатака в современной Индии. Надпись Горантла прослеживает их происхождение в этом регионе со времен Западных Чалукьев и Калачури в Карнатаке. Термин «салува» известен лексикографам как «ястреб», используемый в охоте. Позже они распространились на восточное побережье современного Андхра-Прадеша, возможно, путем миграции или во время завоеваний Виджаянагары в XIV веке.
Самым ранним известным представителей династии Салува из письменных свидетельств в эпоху Виджаянагары был Мангалдева, прадед Салувы Нарасимхи Девы Райи (1485—1491). Мангалдева сыграл важную роль в победах короля Букки Райи I против султаната Мадурай. Его потомки основали династию Салува и были одной из правящих линий империи Виджаянагара в Южной Индии. Три махараджахираджи правили с 1485 по 1505 год, после чего на трон претендовала династия Тулува. Они правили почти всей Южной Индией со столицей в Виджаянагаре.
Салува Нарасимха был первым правителем династии, правившим в 1486—1491 годах. Нарасимха провел свое правление в относительно успешных кампаниях по приведению своих вассалов по всему королевству к подчинению и в безуспешных попытках остановить вторжение Сурьявамсы, короля Ориссы. Нарасимха также открыл новые порты на западном побережье, чтобы возродить торговлю лошадьми, которая попала в руки Бахмани.
После своей смерти в 1491 году, после осады Удаягири и его собственного заключения там королем Ориссы Сурьявамси, Нарасимха оставил свою империю в руках своего главного министра Нарасы Наяка (1438—1503). Махараджахираджа не думал, что его сыновья готовы взять на себя ответственность за трон, поэтому он дал эту власть своему самому доверенному военачальнику и министру Нарасе. Министр фактически правил Виджаянагаром с 1490 года до своей смерти в 1503 году. Старший сын Нарасимхи, Тхимма Бхупа, был убит командующим армией и одним из врагов Нарасы в 1491 году, поэтому младший сын Нарасимхи, Нарасимха Райя II (1491—1505), был посажен на трон в качестве нового правителя. Он был возведен на престол как Иммади Нарасимха Райя. Хотя он был назван царем, подлинный контроль пришел от старшего сына и преемника Нарасы, более известного как Вира Нарасимха. Он приказал убить Иммади Нарасимху в 1505 году. Затем он взошел на царский трон и положил начало династии Тулува, третьей династии Виджаянагара, правившей в 1503—1509 годах.

## Список правителей
- Салува Нарасимха Дева Райя (1431—1491), первый махараджахираджа из династии Салува (1485—1491), сын Гунды Турималы Салувы, губернатора Чандрагири.
- Тхимма Бхупала (? — 1491), второй махараджахираджа (1491), старший сын предыдущего
- Нарасимха Райя II (1468—1505), третий и последний махараджахираджа Виджаянагарской империи из династии Салува (1491—1505), младший брат предыдущего.